# 日の丸自動車グループ
日の丸自動車グループ（ひのまるじどうしゃグループ）は、東京都と神奈川県（おもに横浜市と周辺地区）を中心にハイヤー・タクシー・バスの運行、自動車学校などの経営などを手がける企業グループである。

## 概要
1950年に創業。本社は東京都文京区後楽。創立時は日の丸自動車1社だったが、のちに日の丸交通・日の丸リムジン・日の丸自動車交通などに分社化。初代社長から代替わりする際には長男・次男・三男で経営権を分割している。2016年、日の丸自動車交通が他資本へ譲渡され、現在はタクシー事業を行う日の丸交通とその地域分社、主にハイヤー事業を行う日の丸リムジン、各種バス事業を行う日の丸自動車興業、高速道路のサービスエリアの売店・レストランを営業する日の丸サンズ、自動車教習所（日の丸自動車学校）を運営する日の丸総業、駐車場管理・運行管理事業を行うシティパークアンドサービスなどでグループを構成している。
なお「日の丸」の名称を持つタクシー・バス会社は各地にあるが、以下に挙げる会社はいずれも当グループとは無関係である。
- 鳥取県鳥取市に本社を持つバス会社の日ノ丸自動車（真ん中が片仮名）
- 岐阜県岐阜市に本社を持つタクシー会社の日の丸自動車
- 北海道帯広市の日の丸交通（北海道交運グループ）
- 静岡県の日の丸交通（梅田交通グループ）
- 岡山県井原市の日の丸タクシー（日の丸タクシー株式会社）
- 岡山県倉敷市の日の丸タクシー（株式会社日の丸タクシー）
- 山口県防府市の日の丸タクシー（こすもすグループ）
- 山口県萩市の日の丸松野タクシー
- 大阪府池田市の日の丸ハイヤー（日の丸ハイヤー株式会社）

## 歴史
- 1950年（昭和25年）6月13日 - 日の丸自動車株式会社、文京区にて10台で創業。
- 1957年（昭和32年） - 自動車教習所開業。
- 1960年（昭和35年） - ハイヤー部門開業。
- 1963年（昭和38年）5月15日 - 日の丸自動車興業株式会社設立、バス部門開業。
- 1968年（昭和43年）4月25日 - 東名高速道路・富士川サービスエリア開業、サービスエリア事業開始。
- 1981年（昭和56年）
  - 京成グループより京成タクシーを買収、日の丸自動車交通（葛飾）発足。
  - 5月2日 - 株式会社日の丸リムジン設立。
- 1991年（平成3年）
  - 8月15日 - 日の丸自動車のタクシー部門を分社独立し、日の丸交通株式会社設立。
  - 9月4日 - サービスエリア事業を分離独立し、日の丸サンズ株式会社を設立。
- 2008年（平成20年）3月 - ポストペイ型電子マネーであるQUICPayとiDによる料金決済システムを導入。
- 2010年（平成22年）4月 - 中央自動車（提携前は共同無線タクシー協同組合に所属）、およびその子会社の中央交通（非無線営業）と業務提携。
- 2011年（平成23年）12月13日 - 日の丸交通株式会社の3営業所を日の丸交通深川・日の丸交通足立・日の丸交通猿江に分割。
- 2013年（平成25年）4月 - Suica系共通乗車カードによる運賃決済システムの運用開始[注釈 1]。
- 2014年（平成26年）4月 - 横浜でのタクシー事業（日の丸自動車興業）を多摩田園タクシーに営業権譲渡。
- 2015年（平成27年）
  - 6月 - 日の丸交通深川を日の丸交通TokyoBayに社名変更（6月22日）、江戸川区臨海町に移転。
  - 7月 - 共同無線タクシー協同組合に所属する9事業者[注釈 2]との業務提携契約を締結[1]。
- 2016年（平成28年）
  - 2月 - 非無線で営業していた日英交通と業務提携[2]。
  - 8月 - 日の丸自動車交通が帝都自動車交通へ営業権及び資産の一切を譲渡[注釈 3]。譲渡された一切は帝都グループとして設立された「帝都葛飾交通」に移管され、日の丸自動車交通の法人格は日の丸自動車興業に合併され解散した[3]。
- 2018年（平成30年）10月 - ディー・エヌ・エーが提供するスマートフォン用タクシー配車アプリ「MOV（現・GO）」を導入[4][注釈 4]。
- 2020年（令和2年）
  - 2月 - 日の丸交通TokyoBay（葛西営業所）が江戸川区臨海町内で移転。
  - Uber Japanと提携し、「Uber Taxi」サービス開始（7月3日に日の丸リムジンが提携[7]、12月10日には日の丸交通が提携[8]）。
  - 10月16日 - 提携会社の日英交通を日の丸交通TokyoBayに合併、同社青戸営業所とする[9]。
- 2021年（令和3年）4月 - 東京無線所属の大陸交通（杉並区堀ノ内）の営業権を取得。後に同名の大陸交通を子会社として日の丸交通世田谷営業所と同一の敷地に開業[注釈 5]するも、2022年（令和4年）1月に日の丸交通に合併された。
- 2022年（令和4年）
  - 5月30日 - 日の丸リムジンが株式会社柳川タクシー（茨城県神栖市）と業務提携[10]。
  - 9月1日 - 日の丸リムジングループのシティオートリース株式会社が、小田急箱根ホールディングス子会社の箱根登山ハイヤー株式会社の全株式を取得、箱根登山ハイヤーは社名を箱根モビリティサービス株式会社に改名[11][12]。
- 2023年（令和5年）
  - 3月13日 - 日の丸リムジンが株式会社浜松タクシー（茨城県神栖市）と業務提携[13]。
  - 10月1日 - 日の丸リムジンのハイヤー丸の内事業所が、新有楽町ビル建て替えに伴いアークヒルズへ移転[14]。
  - 11月10日 - 日の丸交通足立が足立区関原の新社屋へ移転し、同時に社名を日の丸交通千住に変更[15]。日の丸交通がUber Japanの提供する「Uber プレミアムEV」の運行を開始[16]。
  - 12月21日 - 株式会社NearMeの「シェア乗りサービス」を地域限定で深夜・早朝に開始[17]。2024年6月25日より「シェア乗りタクシー」として23区全域・24時間体制に拡大[18]。
- 2024年（令和6年）
  - 1月1日 - 日の丸リムジン提携の柳川タクシーと浜松タクシーを合併し、神栖モビリティサービスが発足[19]。
  - 10月21日 - 神栖モビリティサービスが鹿島合同自動車（茨城県鹿嶋市）の事業を譲受し、鹿島営業所とする[20]。
  - 11月14日 - 大田区東糀谷に東京エアポート営業所を開設[21]。
- 2025年（令和7年）
  - 1月30日 - 日の丸リムジンが東京交通（東京都東村山市・埼玉県所沢市）の株式を譲受し、武蔵モビリティサービスとして発足[22][23]。
  - 3月31日 - 日の丸リムジン出資の宇都宮モビリティサービスがアサヒタクシー（宇都宮市）の事業を譲受[24]。

## 営業内容

### タクシー
日の丸交通と日の丸リムジンが営業する。事業区域は東京23区・武蔵野市・三鷹市。ほかに茨城県神栖市、神奈川県小田原市、東京都東村山市、埼玉県所沢市、栃木県宇都宮市に日の丸リムジンの提携会社がある。かつては横浜市でも営業していたが（日の丸自動車興業）、事業譲渡し撤退している。
日の丸交通の車両は黄色または黒色。黄色車両はボディ中央に太め赤色の帯が入り、日本の国旗である縦型の日の丸の社名表示灯が特徴。広告ラッピングされた車両もある。黒色の車両は社名表示灯が長いカマボコ型で赤い「●」印と「HINOMARU」の文字。日の丸リムジンの車両は黒色のみで専用の行灯を装備し、車体の表記は「LIMOTAXI」となっている。
主な使用車種は、日の丸交通では一般車がトヨタ・ジャパンタクシー、トヨタ・クラウンスーパーデラックスGパッケージ、トヨタ・クラウンコンフォート、トヨタ・シエンタ、トヨタ・カムリ。シエンタはオートガスとガソリンのバイフューエルに改造されている。またワゴンタクシーとしてトヨタ・アルファード、トヨタ・エスクァイア、トヨタ・ノア、トヨタ・ハイエースも保有する。日の丸リムジンではタクシーに全車ジャパンタクシーを導入。
過去の車両はセドリック、日産・NV200バネット、トヨタ・プリウス、トヨタ・MIRAIなど。日の丸リムジンは2010年に電気自動車三菱・i-MiEVを2台導入、EVタクシーとしては都内初で、航続距離の都合で大手町・丸の内・有楽町（大丸有）エリアでの営業であった。また日の丸リムジンでは事前予約制の「リムジンタクシー」としてホンダ・オデッセイ、日産・キャラバンを導入していた。
全車がドライブレコーダーと防犯用車内カメラを搭載。安全装備を徹底しており、エアバッグが標準装備されていないセドリックであっても運転席エアバッグをオプションで装着していた。稼働車両は概ね5年以上または累計走行距離が50万kmを超えた時点で新車代替を行っている。
日の丸交通グループとしてGPS-AVMシステムによる無線配車を行っている。事前予約はwebで受け付けるほか、事前予約・事前決済ができる独自のスマートフォンアプリ「タクシー楽のり」を提供。スマートフォン配車アプリはGOおよびUber Taxiに対応、ラッピングはUber Taxi、提携会社の一部はGOを掲出する。東京ハイヤー・タクシー協会の共通配車アプリ「スマホdeタッくん」（提供終了）にも対応していた。電話による事前予約受付は2019年9月30日に終了した。ライドシェアへの対応はNearMeを導入、2023年12月21日より夜間に都心部の6区から東京駅基準20km圏内で試行ののち、2024年6月25日より東京23区内発・24時間対応に拡大されている。

### ハイヤー
日の丸リムジンが運行。企業が社用に使う場合や国賓として来日する各国要人の送迎などに使用される。
日の丸交通では2023年11月10日より、Uber Japanの提供する「Uber プレミアムEV」サービス用のハイヤーとしてテスラ・モデルY30台を導入し、運行を開始した。

### バス
日の丸自動車興業が運行。観光バス事業だけでなく、都心の丸の内・八重洲などを巡回する無料バスや、屋根のない2階建車両（オープントップバス）を使用した定期観光バス「スカイバス東京」を運行している。

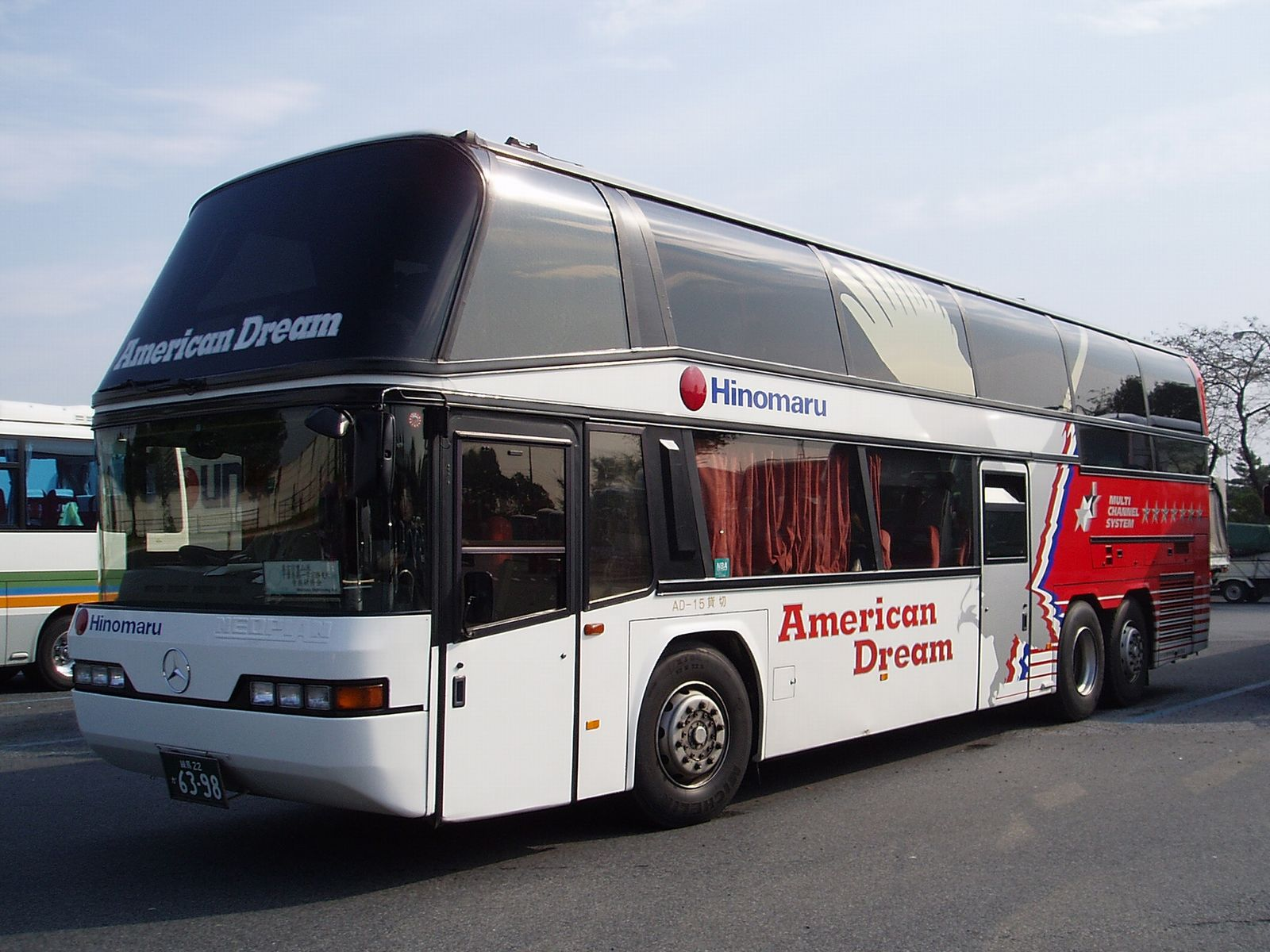
日の丸自動車興業の観光バス「アメリカンドリーム」（ネオプラン・スカイライナー）
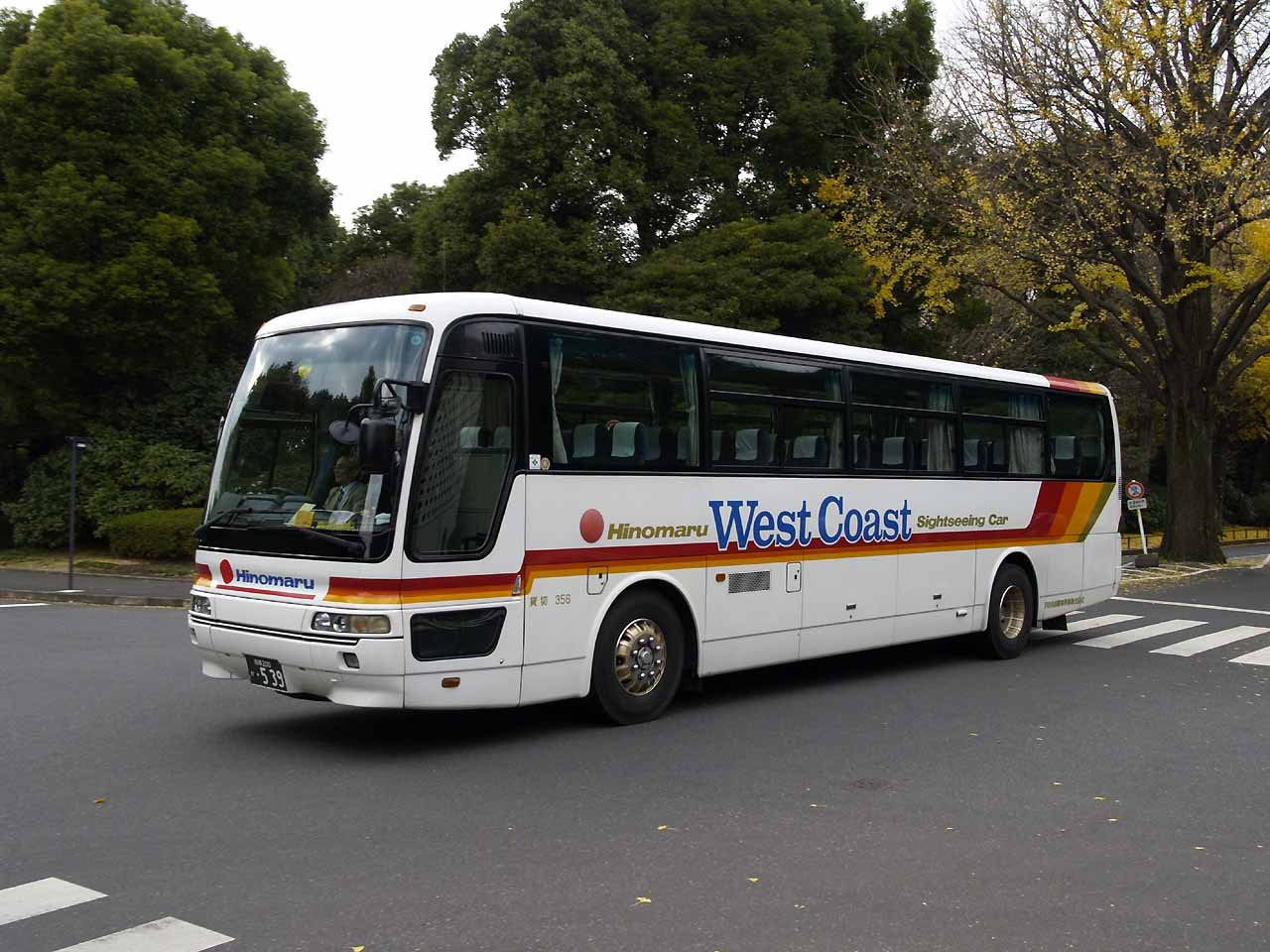
日の丸自動車興業の観光バス「ウェストコースト」（三菱ふそう・エアロバス）
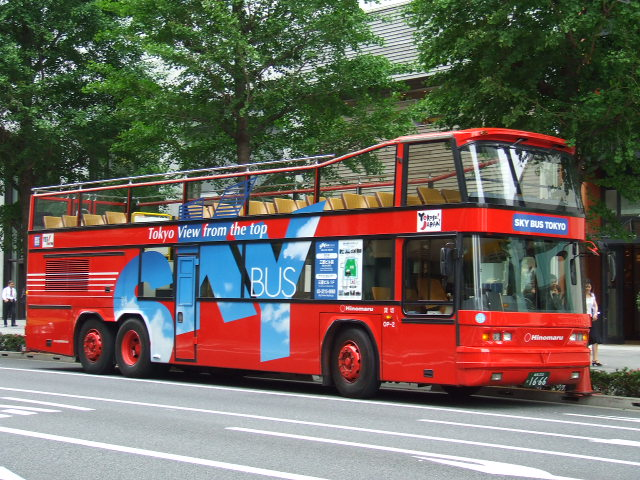
日の丸リムジン「スカイバス東京」

### 自動車教習所
- 日の丸自動車学校 - 目黒区三田。運営は日の丸総業株式会社。

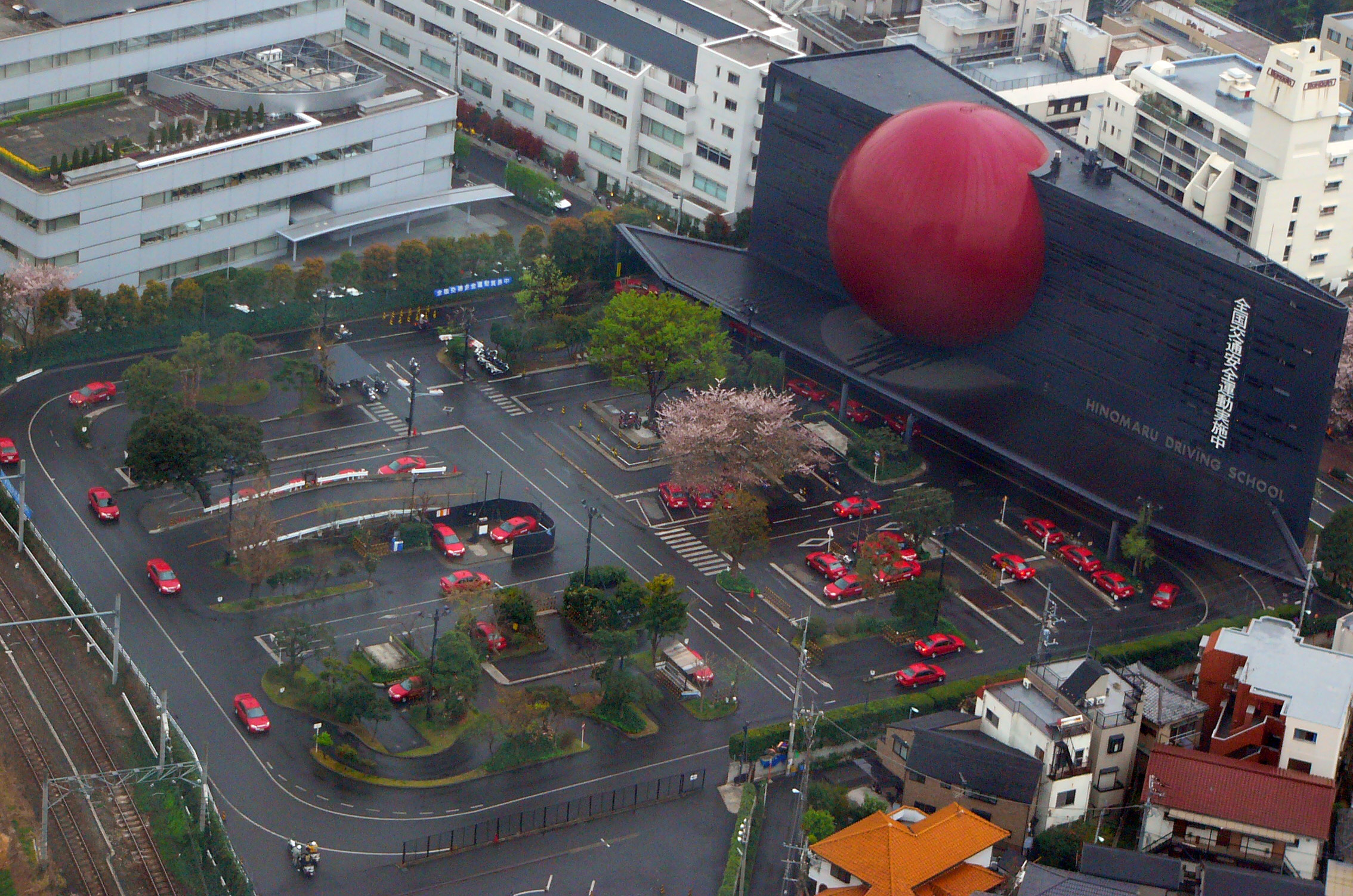
日の丸自動車学校
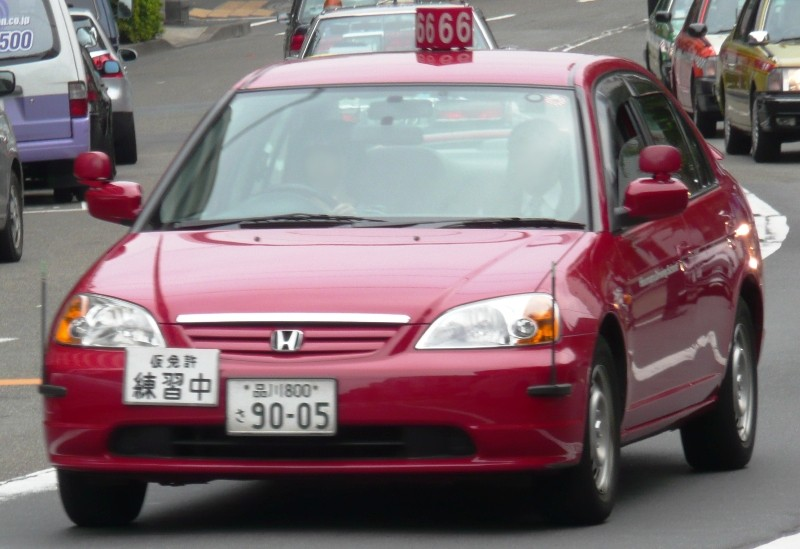
教習車（シビックフェリオ）

### サービスエリア・パーキングエリア
株式会社日の丸サンズが運営。
- 東名高速道路・富士川サービスエリア（下り線・上り線）
- 東北自動車道
  - 安達太良サービスエリア（上り線）
  - 那須高原サービスエリア（上り線）
  - 佐野サービスエリア（上り線）
  - 蓮田サービスエリア（上り線）
- 圏央道・菖蒲パーキングエリア（上下集約型）

## 営業所

### 日の丸交通
世田谷以外の3営業所（足立〈→千住〉・猿江・深川〈→葛西〉）は2011年12月13日にそれぞれ分社化された。
- 日の丸交通 
  - 世田谷（世田谷区南烏山）
  - 東京エアポート（大田区東糀谷）[41][42]
- 日の丸交通千住 - 千住（足立区関原）※旧：日の丸交通足立（足立区中央本町）。2023年11月10日社名変更・事業所移転[15]。
- 日の丸交通猿江 - 猿江（江東区猿江）
- 日の丸交通Tokyo Bay
  - 葛西（江戸川区臨海町）※旧：日の丸交通深川。2015年6月社名変更・事業所移転。2020年2月に臨海町内で再移転[43][注釈 6]。
  - 青戸（葛飾区青戸）※旧：日英交通。2020年10月16日組織変更。

### 日の丸リムジン
- 本社（文京区後楽）※車庫機能なし
- アークヒルズ（港区六本木）※ハイヤー 現営業所は2023年10月に丸の内からの移転により開設。
- 深川（江東区白河）※ハイヤー
- 王子（北区豊島）※タクシー 2004年12月に北区浮間から移転（当時は「赤羽営業所」の名称だった[注釈 7]。）。

廃止された営業所
- 銀座（千代田区内幸町）※車庫機能のみ 2007年8月に廃止、丸の内営業所に継承。
- 赤坂（港区赤坂） 2007年10月に廃止、アークヒルズ営業所（旧）に継承。現在はコインパーキングに改装。
- 丸の内（千代田区丸の内） 2023年9月末で新有楽町ビル建て替えに伴い廃止、アークヒルズへ移転。

### 日の丸自動車興業
- 水道橋（文京区後楽）※事務・営業のみ（車庫機能なし）
- 東京（足立区宮城） ※各種無料バス・スカイバスもここに配置。2017年に板橋区から移転。
- 新座（埼玉県新座市野火止） ※東日本観光バスを1995年にグループ化
- 横浜（神奈川県横浜市戸塚区名瀬） ※相模原営業所と相鉄自動車の貸切部門を統合し2009年に移転
- 新成田（千葉県成田市小菅） ※エアポートバスを2010年にグループ化
- HMC東京（江戸川区北葛西） ※大東観光バスを2006年にグループ化、旧「HMC大東」。2010年には都自動車を統合
- HMC東京・千葉（千葉県茂原市茂原） ※都自動車茂原営業所を2010年にグループ化
- 明星観光バス（京都府京都市山科区西野山中鳥井町） ※明星自動車の観光バス部門を2015年に譲受
- 中央交通（大阪府大阪市浪速区） ※2017年にグループ化

廃止された営業所
- 相模原（神奈川県相模原市清新）2001年 - 2009年。横浜営業所へ移転
- 成田（千葉県成田市川上）2005年 - 2009年。廃止。現在もハイヤーの営業所としては存在する
- 野田（千葉県野田市横内）1998年 - 2011年。廃止。※むらさき観光・八街観光（一部）を1998年にグループ化

### 譲渡・廃止されたタクシー営業所
- 日の丸自動車交通
  - 葛飾（葛飾区白鳥） - 2016年8月に帝都自動車交通へ譲渡、現・帝都葛飾交通。
- 日の丸自動車興業（横浜） - 旧：富士急横浜自動車。2014年4月、多摩田園タクシー（神奈川都市交通グループ）に営業権譲渡、神奈川県でのタクシー事業から撤退。
  - 磯子（神奈川県横浜市磯子区磯子）- 多摩田園タクシー磯子営業所を経て、既存の神奈川都市交通磯子営業所へ統合され閉鎖。
  - 金沢（神奈川県横浜市金沢区瀬戸）- 多摩田園タクシー金沢営業所を経て現・神奈川都市交通金沢営業所。

## 業務提携会社

### 日の丸交通との業務提携会社
タクシーはいずれも日の丸グループ塗装に改められている（かつて存在した日英交通のみ全車黒塗り）。かつての日英交通および旧・共同無線グループについては日の丸自動車のロゴの下に各社の社名が英語表記されている（中央自動車と中央交通はジャパンタクシーとラッピング車のみ英語表記）。旧・共同無線グループの日の丸入りに伴い共同無線は業務を停止し解散した。
| 社名             | 車体表記                 | 所在地         | 備考                                                                                    |
| ---------------- | ------------------------ | -------------- | --------------------------------------------------------------------------------------- |
| 池袋交通         | IKEBUKURO KOTSU          | 板橋区幸町     | 2015年まで共同無線所属                                                                  |
| 大井交通         | OI KOTSU                 | 品川区南大井   | 2015年まで共同無線所属                                                                  |
| 大栄交通東京本社 | DAIEI KOTSU              | 板橋区東坂下   | 2015年まで共同無線所属 神奈川県内の営業所（横浜本社・旭）は神奈川旅客自動車協同組合所属 |
| 中央自動車       | 中央自動車 CHUO JIDOUSHA | 北区田端       | 2010年まで共同無線所属                                                                  |
| 中央交通         | 中央交通 CHUO KOTSU      | 文京区湯島     | 中央自動車の子会社 日の丸提携以前は独自営業                                             |
| 鳩タクシー       | HATO TAXI                | 世田谷区世田谷 | 2015年まで共同無線所属                                                                  |
| 三喜タクシー     | MIKI TAXI                | 世田谷区千歳台 | 旧：セントラルタクシー千歳台営業所 2015年まで共同無線所属                               |

#### 営業終了した業務提携会社
| 社名       | 車体表記      | 所在地       | 備考 |
| ---------- | ------------- | ------------ | --- |
| 幸裕自動車 | KOYU JIDOSHA  | 荒川区西尾久 | 2015年まで共同無線所属 2022年8月営業終了                                                                                |
| 泰進交通   | TAISHIN KOTSU | 墨田区堤通   | 2015年まで共同無線所属 2021年3月13日営業終了                                                                            |
| ダイヤ交通 | DAIYA KOTSU   | 足立区保木間 | 2015年まで共同無線所属 2022年1月13日営業終了 現在も営業中の大阪、2015年まで営業していた名古屋の同社名とはいずれも無関係 |

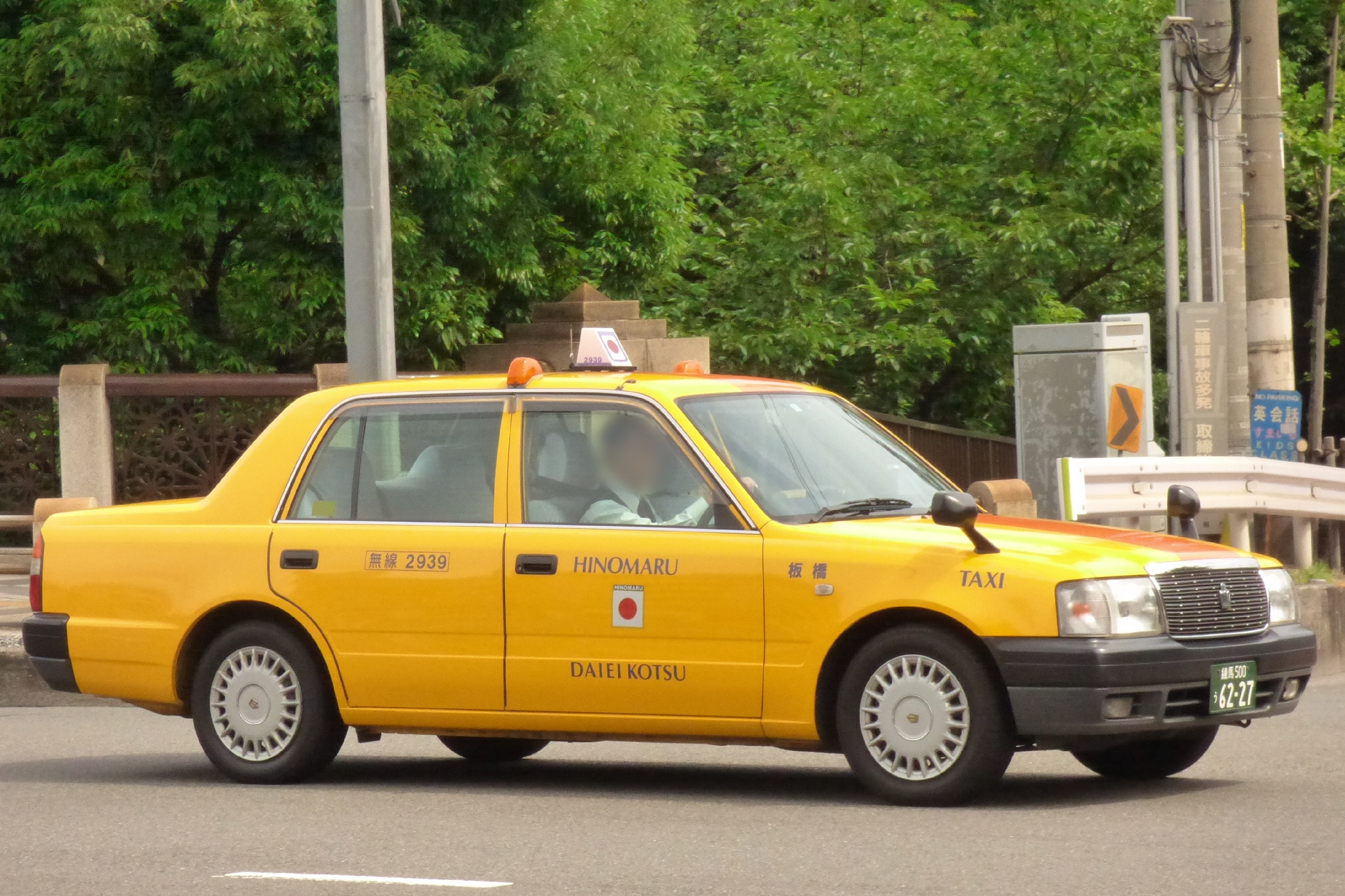
旧・共同無線グループの大栄交通所属車両（クラウンコンフォート）
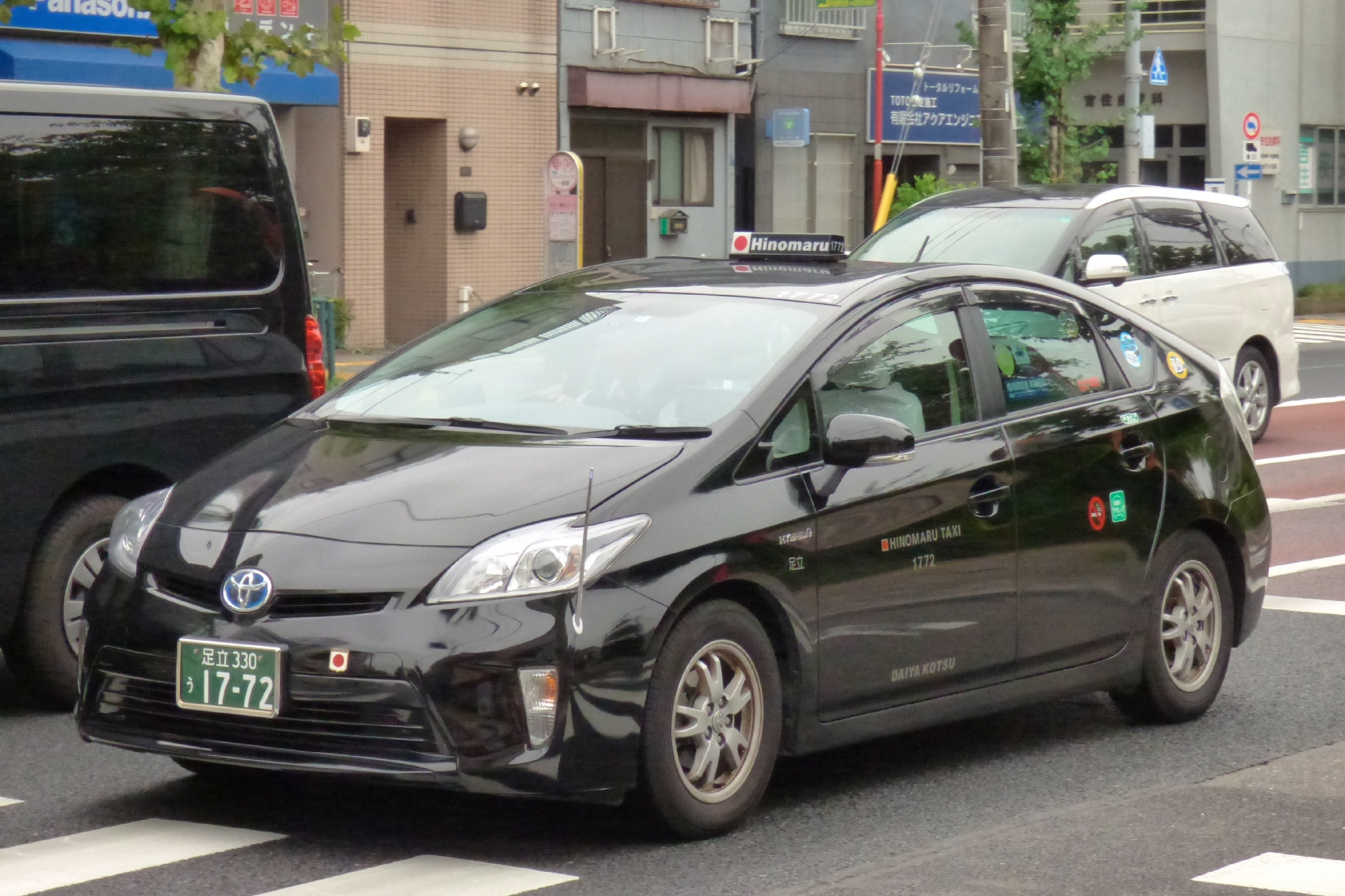
旧・共同無線グループのダイヤ交通所属の黒塗り車両（プリウス）
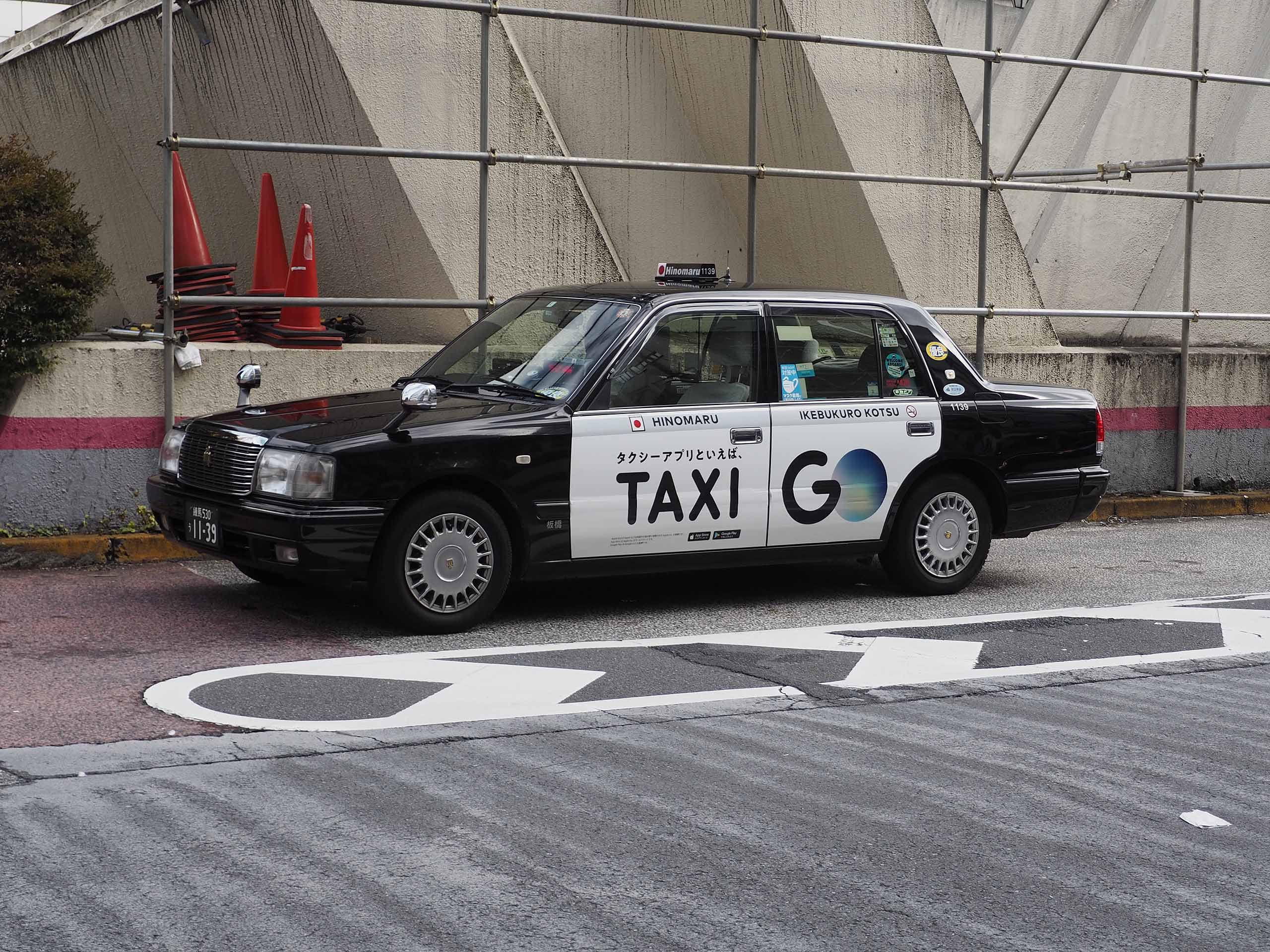
旧・共同無線グループの池袋交通所属車両（クラウンセダン） タクシー配車アプリの広告はGOを掲出

### 日の丸リムジンとの業務提携会社
- 箱根モビリティサービス - 神奈川県小田原市。2022年提携。旧社名・箱根登山ハイヤー（小田急箱根ホールディングス子会社）。
- 神栖モビリティサービス - 茨城県神栖市・鹿嶋市。2024年1月、柳川タクシー（2022年提携[10]）と浜松タクシー（2023年提携[13]）が合併し発足[19]。同年10月、鹿島合同自動車（鹿嶋市）の事業を譲受し鹿島営業所とする[20]。
- 武蔵モビリティサービス - 東京都東村山市・埼玉県所沢市。タクシー・バス事業。2025年1月30日、旧・東京交通の株式を譲受し子会社化および名称変更[22][23]。
- 宇都宮モビリティサービス - 栃木県宇都宮市。タクシー・バス・自動車整備事業。日の丸リムジンの出資により2024年11月28日設立、2025年3月31日にアサヒタクシー（宇都宮市）より事業譲受[24]。

## 専用タクシー乗り場
- 日本アイ・ビー・エム乗り場
- 六本木ヒルズ乗り場（日本交通と共用）
- 日本橋高島屋S.C本館乗り場（国際自動車と共用）
- 順天堂大学医学部付属順天堂医院乗り場（日本交通・国際自動車と共用）
- ユニクロ本社乗り場